# Jacksonville Jaguars 2003
La stagione 2003 dei Jacksonville Jaguars è stata la 9ª della franchigia nella National Football League, la prima con come capo-allenatore Jack Del Rio. Per la prima volta nella loro storia, i Jaguars affrontarono i San Diego Chargers.

## Scelte nel Draft 2003
Pro Bowler
| Giro | Scelta | Totale | Nome               | Ruolo            | College          |
| ---- | ------ | ------ | ------------------ | ---------------- | ---------------- |
| 1    | 7      | 7      | Byron Leftwich     | Quarterback      | Marshall         |
| 2    | 7      | 39     | Rashean Mathis     | Cornerback       | Bethune-Cookman  |
| 3    | 8      | 72     | Vince Manuwai      | Guard            | Hawaii           |
| 4    | 7      | 104    | George Wrighster   | Tight End        | Oregon           |
| 4    | 35     | 132    | LaBrandon Toefield | Running back     | LSU              |
| 6    | 3      | 176    | Brandon Green      | Defensive End    | Rice             |
| 6    | 6      | 179    | David Young        | Safety           | Georgia Southern |
| 6    | 20     | 193    | Marques Ogden      | Offensive tackle | Howard           |
| 7    | 4      | 218    | Malaefou MacKenzie | Fullback         | USC              |

## Calendario

### Stagione regolare
| Stagione regolare |                    |                         |                    |                    |                    |
| Turno             | Data               | Avversario              | Risultato          | Ora                | Pubblico           |
| 1                 | 7/9/2003           | at Carolina Panthers    | S 23–24            | CBS 1:00pm         | 72,134             |
| 2                 | 14/9/2003          | Buffalo Bills           | S 17–38            | CBS 1:00pm         | 58,613             |
| 3                 | 21/9/2003          | at Indianapolis Colts   | S 13–23            | CBS 1:00pm         | 55,770             |
| 4                 | 28/9/2003          | at Houston Texans       | S 20–24            | CBS 1:00pm         | 70,041             |
| 5                 | 5/10/2003          | San Diego Chargers      | V 27–21            | CBS 4:00pm         | 48,954             |
| 6                 | 12/10/2003         | Miami Dolphins          | S 24–10            | CBS 1:00pm         | 66,437             |
| 7                 | Settimana di pausa | Settimana di pausa      | Settimana di pausa | Settimana di pausa | Settimana di pausa |
| 8                 | 26/10/2003         | Tennessee Titans        | S 17–30            | CBS 1:00pm         | 55,918             |
| 9                 | 2/11/2003          | at Baltimore Ravens     | S 17–24            | CBS 1:00pm         | 69,486             |
| 10                | 9/11/2003          | Indianapolis Colts      | V 28–23            | CBS 1:00pm         | 45,037             |
| 11                | 16/11/2003         | at Tennessee Titans     | S 3–10             | CBS 1:00pm         | 68,809             |
| 12                | 23/11/2003         | at New York Jets        | S 10–13            | CBS 1:00pm         | 77,614             |
| 13                | 30/11/2003         | Tampa Bay Buccaneers    | W 17–10            | ESPN 8:30pm        | 60,543             |
| 14                | 7/12/2003          | Houston Texans          | V 27–0             | CBS 1:00pm         | 43,363             |
| 15                | 14/12/2003         | at New England Patriots | S 13–27            | CBS 1:00pm         | 68,436             |
| 16                | 21/12/2003         | New Orleans Saints      | V 20–19            | FOX 1:00pm         | 49,207             |
| 17                | 28/12/2003         | at Atlanta Falcons      | S 14–21            | CBS 1:00pm         | 70,266             |